# Gomatrude
Gomatrude ou Gométrude (en latin : Gomatrudis) est une reine des Francs du début du VIIe siècle, par son mariage avec le roi Dagobert Ier.

## Origine familiale
Gomatrude était la sœur cadette de Sichilde, troisième épouse du roi Clotaire II. Dans la mesure où Sichilde est bien la mère de Caribert II, elles ont pour frère le seigneur Brodulf ou Brunulf, qui tenta de défendre les droits de son neveu sur le royaume d'Aquitaine contre les ambitions de Dagobert Ier. Brunulf est le père d'une Theodetrudis ou Theodila connue par une charte de 626 concernant le partage de terres au Limousin.
Christian Settipani remarque qu'il y a des similitudes onomastiques entre la famille de Sichilde et celle de Magnachaire († 565), duc des Francs Transjurans et père de la reine Marcatrude. Mais, faute de données plus précises, il se borne à mentionner la possibilité d'une parenté. Si malgré tout cette parenté se vérifiait, Gomatrude descendrait de Ragnacaire, roi des Francs à Cambrai, par le biais de Magnachaire.
Au Moyen Âge ont été produites des généalogies qui fournissent des ascendants à cette fratrie. Ainsi, au XIVe siècle, Jacques de Guyse donne Brunulphe comme fils d'un comte de Templatum et d'une sœur de Sainte Aye, fille de Brunulphe, comte de Cambraisis, et femme de Saint Hidulphe, prince de Hainaut, et lointaine descendante de Clodion le Chevelu. Joachim Vos, affirme que Brunulphe et Gomatrude sont issus d'un autre Brunulphe, comte d'Ardennes et frère de Saint Arnould et de Clotilde, sœur de Sainte-Aye. Mais ces ouvrages tardifs ne résistent pas à la critique moderne et aucune de ces données ne peut être retenue. Cela n'empêche pas certaines publications modernes et grand public de la dire fille d'un comte d'Ardennes.

## Biographie
Gomatrude est la sœur cadette de Sichilde, troisième épouse du roi Clotaire II. En 625, Clotaire la marie à son propre fils, Dagobert qui est déjà roi d'Austrasie. La cérémonie, qui eut lieu à Clichy, à Reuilly, ou à la villa royale de Clippiacum située dans la commune actuelle de Saint-Ouen (Seine-Saint-Denis), donne lieu à une violente querelle entre le père et le fils, le fils réclamant la totalité de l'Austrasie. Un arbitrage de douze Francs finit par donner raison à Dagobert. En 629, à la mort de Clotaire II, Dagobert devient le seul roi des Francs et répudie Gomatrude au palais de Reuilly (Romiliacum) pour épouser Nantilde. On ignore ce que Gomatrude devient ensuite,.